# Poliestirè expandit
|  | No s'ha de confondre amb Polietilè expandit. |

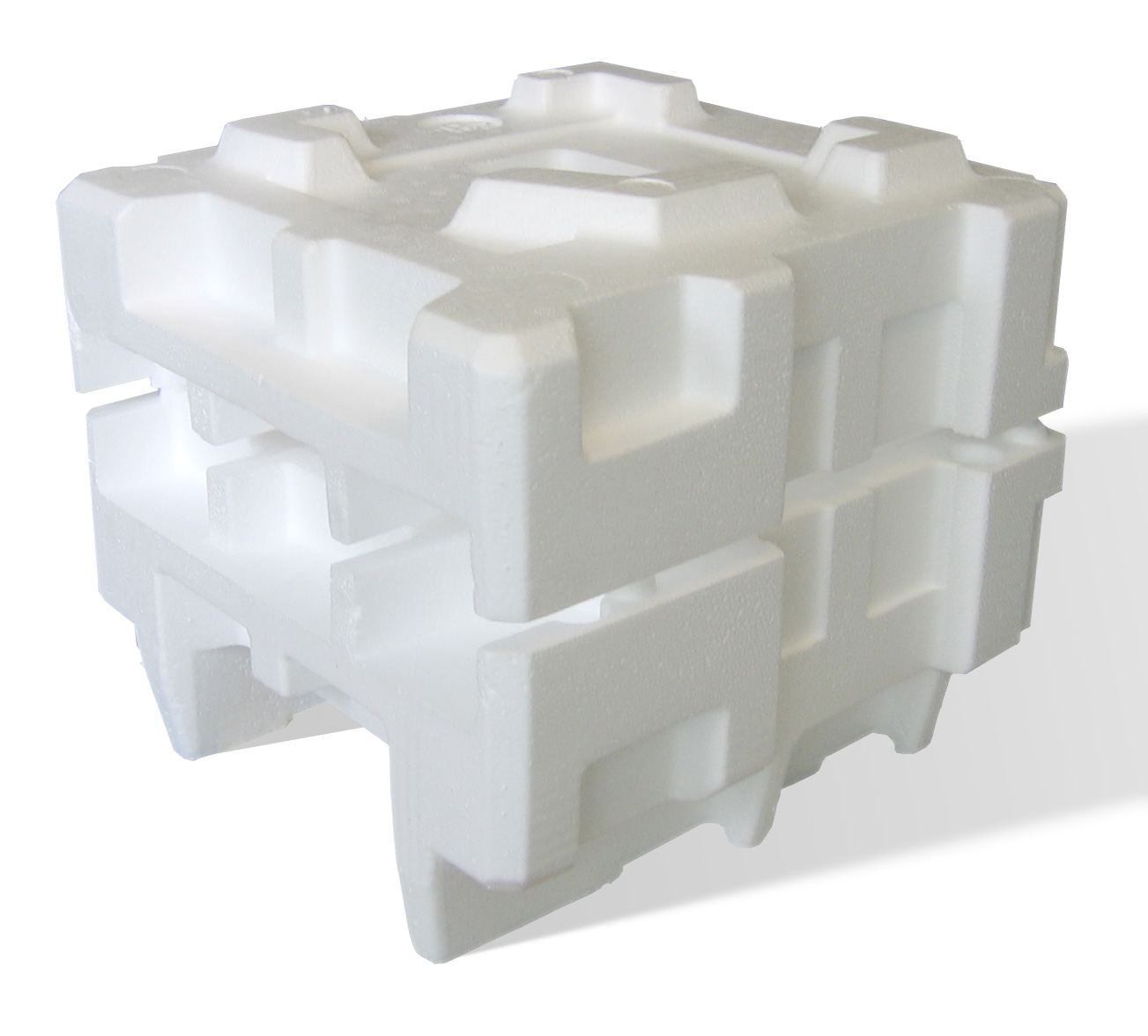
Peces d'embalatge fabricades amb poliestirè expandit.

El poliestirè expandit (EPS) és un material plàstic escumat, derivat del poliestirè i utilitzat en el sector de l'envasat i la construcció. La seva qualitat més destacada és la seva higiene, ja que no constitueix substrat nutritiu per microorganismes. És a dir, ni es podreix, ni es rovella ni es descompon, cosa que el converteix en un material idoni per a la venda de productes frescos. En els supermercats, es troba fàcilment en forma de safates a les seccions de peixateria, carnisseria, fruites i verdures.
Altres característiques destacables del poliestirè expandit (EPS) són la seva lleugeresa, resistència a la humitat i capacitat d'absorció dels impactes. Aquesta última peculiaritat el converteix en un excel·lent condicionador de productes fràgils o delicats com electrodomèstics, components elèctrics… També es fa servir per a la construcció de taules de surf, encara que normalment aquestes empren poliuretà, el poliestirè és més lleuger, cosa que comporta major flotabilitat i velocitat però menor flexibilitat.
Una altra de les aplicacions del poliestirè expandit és la d'aïllant tèrmic en el sector de la construcció, utilitzant-se com a tal en façanes, cobertes, sòls, etc. En aquest tipus d'aplicacions, el poliestirè expandit competeix amb l'escuma rígida de poliuretà, la qual té també propietats aïllants. A Espanya la Norma Bàsica de l'Edificació NBE-CT79 classifica en cinc grups diferents al poliestirè expandit, segons la densitat i conductivitat tèrmica que se'ls hagi atorgat en la seva fabricació. Aquests valors varien entre els 10 i 25 kg./m³ de densitat i els 0,06 i 0,03 W/m°C de conductivitat tèrmica, encara que només serveixen de referència, doncs depenent del fabricant aquests poden ser majors o menors.

## Producció

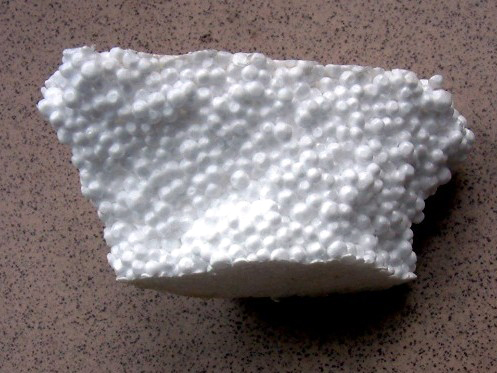
Fotografia d'un fragment de poliestirè expandit.

La fabricació del material es realitza partint de compostos de poliestirè en forma de perles que contenen un agent expansor (habitualment pentà). Després d'una pre-expansió, les perles es mantenen en sitges de repòs i posteriorment són conduïdes cap a màquines d'emmotllament. Dins d'aquestes màquines s'aplica energia tèrmica perquè l'agent expansor que contenen les perles s'escalfi i aquestes augmentin el seu volum, alhora que el polímer plastifica. Durant aquest procés, el material s'adapta a la forma dels motlles que el contenen.
En construcció l'habitual és comercialitzar-lo en planxes de diferents gruixos i densitats. També és habitual l'ús de revoltons de poliestirè expandit per a la realització de forjats amb major grau d'aïllament tèrmic.

## Impacte ambiental

### Producció
Per produir poliestirè s'usen recursos naturals no renovables, ja que és un plàstic derivat del petroli. Pel que fa al procés de producció i la seva petjada ecològica, una de les principals preocupacions és l'emissió de clorofluorocarbonis (CFC) a l'atmosfera. Val a dir que, els processos de producció de productes com ara planxes per a construcció, gots tèrmics per a begudes i embalatges per a electrodomèstics mai han estat responsables per tal alliberament de CFC. Aquests processos utilitzen pentà i no CFC i, per tant, no són subjectes a les regulacions del protocol de Mont-real i altres similars. Arran del descobriment del forat d'ozó no va ser necessari fer canvis al procés de producció de l'EPS. Existeix un procés diferent anomenat poliestirè expandit per extrusió (XPS), que es fa servir només per produir productes com safates per a aliments, caixes per hamburgueses i alguns plats, gots i bols descartables. En el passat en fabricar certs productes de poliestirè extrudit es van usar productes químics que alliberaven gasos que van contribuir a l'engrandiment del forat d'ozó. Avui dia, en crear-se consciència sobre aquest problema s'han implementat amb èxit processos alternatius de producció d'aquestes safates i productes similars, substituint les substàncies nocives a l'atmosfera.

### Ús i fi de vida
El poliestirè expandit és reutilitzable al 100% per formar blocs del mateix material i també és reciclable per fabricar matèries primeres per a una altra classe de productes. A més, ja que té un alt poder calorífic i no conté gasos del grup dels CFCs, pot ser incinerat de manera segura en plantes de recuperació energètica. No és desitjable abocar en farciments, ja que aquest material no és fàcilment degradable.
Depenent de les característiques (principalment mida i forma) d'un objecte de poliestirè expandit i del medi que l'envolta, la degradació pot trigar des d'uns mesos fins a més de 500 anys. Un got de poliestirè expandit, exposat a energia solar, vent, pluja, etc. pot reduir en poc temps. Mentre que un got similar que es trobi enterrat en un farciment sanitari trigarà molt més, 50 anys de mitjana. El símbol de reciclatge corresponent al poliestirè és el triangle amb el número 6 i les sigles PS. El principal mètode per reciclar el poliestirè s'ha usat des de fa dècades i consisteix a esbocinar mecànicament el material per posteriorment barrejar amb material nou i així formar blocs d'EPS que poden contenir fins a un 50% de material reciclat. Existeixen actualment altres tecnologies per a reciclatge com la densificació mecànica que consisteix a aplicar energia mecànica i tèrmica als escumejats per convertir-los en partícules compactes que poden transportar més fàcilment. També s'estudien mètodes per dissoldre els escumejats en dissolvents especials i així facilitar el seu transport i re-processament.
Un dels principals problemes ambientals és l'ús de gots d'un sol ús de qualsevol material, ja que es descarten barrejats amb la resta de les deixalles i és molt difícil separar per reciclatge. A la ciutat de Los Angeles es va implementar un programa de recol·lecció de l'EPS que permet reciclar aquestes deixalles adequadament. Unes 100 ciutats dels Estats Units han prohibit l'ús gots descartables d'escuma de poliestirè, sense tenir en compte que els gots de cartró requereixen gran quantitat de recursos per a la seva fabricació, no es poden reciclar pel fet d'estar recoberts amb un film impermeable i triguen més de 300 anys en degradar-se en els farcits moderns. Entre aquestes ciutats hi ha: Portland, Berkeley i Oakland. Alguns fabricants han prohibit unilateralment el poliestirè en els seus embalatges, com el fabricant de consoles Nintendo.

### Importància de l'aïllament tèrmic en la reducció d'emissions
Com que el poliestirè és un dels millors aïllants tèrmics, es fa servir àmpliament en la construcció d'edificis estalviadors d'energia. Un edifici aïllat adequadament amb escuma de poliestirè pot reduir l'energia utilitzada per climatizar-lo fins a un 40%. D'aquesta manera es redueixen les emissions de gasos amb efecte d'hivernacle.

## Poliestirè i salut
També hi ha el temor que el poliestirè pugui afectar la salut reproductiva d'animals de laboratori. Tot i que no existeixen estudis concloents sobre això, hi ha un informe de Greenpeace on s'inclou l'estirè dins de les substàncies que afecten la salut reproductiva. Segons els fabricants de poliestirè, els nivells residuals d'estirè en el producte final són mínims i com que es tracta d'una substància volàtil, s'evaporen. Segons un informe de 1986 de l'EPA (sigles en anglès de "Agència de Protecció al Medi ambient", organisme del govern nord-americà) el poliestirè es classificava com el cinquè producte químic la producció del qual generava més deixalles perilloses. Actualment hi ha un informe d'aquesta agència sobre el poliestirè disponible en línia.